# Quando quando quando
Chanson de Tony Renis au Festival de Sanremo
Pozzanghere (jumélée à Niki Davis (it)) 
(Festival de Sanremo 1961) Uno per tutte
(Festival de Sanremo 1963)
Chanson d'Emilio Pericoli au Festival de Sanremo
Uno per tutte
(Festival de Sanremo 1963)
Singles par Tony Renis
Piccolo indiano
(1961) Tango per favore
(1962)
Singles par Emilio Pericoli
Non pensiamoci
(1961) Abat-jour
(1962)
Quando quando quando (« Quand quand quand ») est une chanson italienne écrite par Alberto Testa (it) et composée par Tony Renis.

## La chanson

### Histoire
Tony Renis, couplé à Emilio Pericoli, l'a lui-même présentée au public au Festival de Sanremo de 1962. Le jury n'a pas été suffisamment impressionné, et la chanson s'est classée seulement quatrième. Mais le public l'a aimée, et Tony Renis et Emilio Pericoli sont généralement considérés comme les vainqueurs moraux du festival. Leur chanson a atteint la 1re place du classement du magazine mensuel musical italien Musica e dischi.
La mélodie de Quando quando quando est devenue l'une des mélodies italiennes les plus connues dans le monde, rivalisant avec celle de Volare. La chanson a été reprise par de nombreux artistes et dans de nombreuses langues.

### Composition
La chanson a un rythme bossa nova.

## Liste des titres
Toutes les chansons sont écrites par Alberto Testa (it) et composées par Tony Renis, sauf indication contraire.

### Version deTony Renis
| A. | Quando, quando, quando (Sanremo 1962) |                | 3:07 |
| B. | Blu                                   | Enrico Favilla | 3:17 |

### Version d'Emilio Pericoli
| A. | Quando, quando, quando (Sanremo 1962) |                          |              | 3:07 |
| B. | 16 anni                               | - N. Gallo - M. Zanfagna | Austin Forte | 3:14 |